# Dana Kimmell
Dana Kimmell est une actrice américaine née le 26 octobre 1959 à Texarkana, Arkansas (États-Unis).

## Biographie
Actrice et mannequin, elle est connue pour le rôle de Chris dans Meurtres en trois dimensions, et pour avoir joué la fille de Chuck Norris dans le film Œil pour œil.
À la télévision, elle est apparue dans diverses séries télévisées, comme Drôles de dames, Arnold et Willy et Agence tous risques.
Elle a été nommée à deux reprises au Young Artist Awards pour ses prestations dans les séries  Texas  et Happy Days.

## Filmographie

### Cinéma
- 1981 : Rivals : Brook
- 1982 : Meurtres en trois dimensions (Friday the 13th Part III) : Chris
- 1983 : Sweet Sixteen: Marci Burke
- 1983 : Œil pour œil : Sally McQuade
- 1984 : Vendredi 13 : Chapitre final : Chris (scènes du troisième opus)
- 1990 : Night Angel : Le modèle

### Télévision
- 1977 : Drôles de dames (série télévisée) (1 épisode) : Holly
- 1978 : Huit, ça suffit (série télévisée) (1 épisode)
- 1979 : Out of the Blue (série télévisée) (1 épisode)
- 1980 : Texas (série télévisée) (1 épisode) : Dawn Marshall
- 1981 : Midnight Offerings (Téléfilm) : Lily
- 1981 : The Return of the Beverly Hillbillies (Téléfilm)
- 1981 : Bosom Buddies (série télévisée) (1 épisode) : Susan
- 1981 : Code Red (série télévisée) (1 épisode)
- 1981-1984 : Arnold et Willy (série télévisée) (3 épisodes) : Michelle
- 1982 : Drôle de vie (série télévisée) (1 épisode) : Dina Baker
- 1982 : Happy Days (série télévisée) (1 épisode) : Carla
- 1982 : Private Benjamin (série télévisée) (1 épisode) : Bridget
- 1983 : Fame (série télévisée) (1 épisode) : Melanie
- 1983 : Alice (série télévisée) (1 épisode)
- 1983 : Hooker (série télévisée) (1 épisode) : Lisa Telford
- 1983 : Agence tous risques (série télévisée) (2 épisodes) : Lane Parker
- 1983-1984 : Des jours et des vies (série télévisée) : Diane Parker
- 1984 : Pour l'amour du risque (série télévisée) (1 épisode) : Susan Wilmott
- 1984 : Dynastie (série télévisée) (1 épisode) : Emily
- 1985 : Flics à Hollywood (série télévisée) : Joeleen Beck
- 1986 : Hôtel (série télévisée) (1 épisode) : Denise
- 1986 : Père et impair (série télévisée) (1 épisode) : Julie
- 1986 : Les feux de l'amour (série télévisée) (4 épisodes) : Stephanie
- 1986 : Rick Hunter (série télévisée) (1 épisode) : Jill Tyler
- 1988 : Loin de ce monde (série télévisée) (1 épisode) : Terri
- 1990 : L'aube de l'Apocalypse (Téléfilm) : La femme de Tyler